# Positif (revue)
Pour les articles homonymes, voir Positif.
Positif est un magazine mensuel français de cinéma fondé en 1952 par quatre étudiants de Lyon.

## Historique

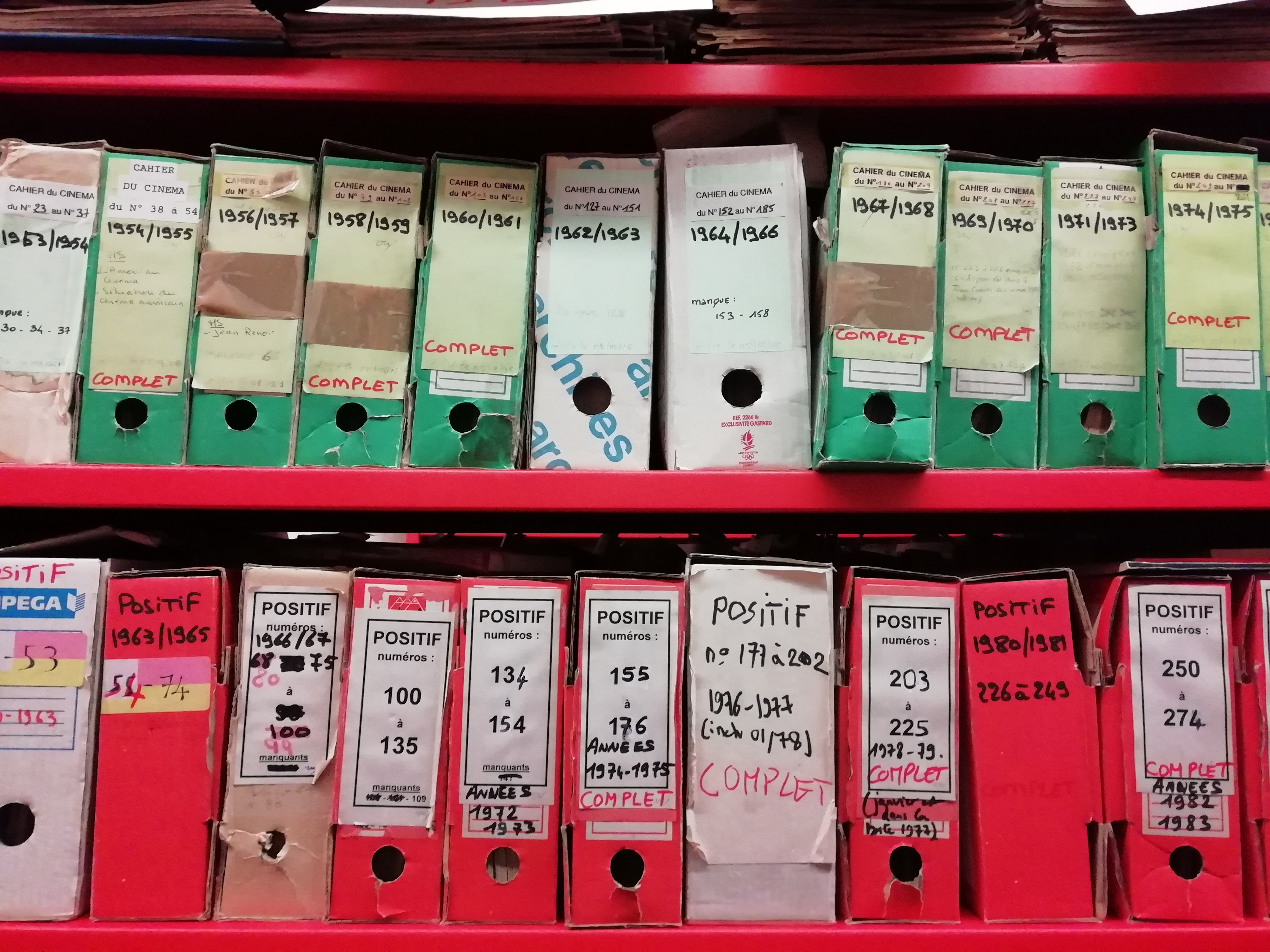
Collection des revues Positif et Cahiers du cinéma, aux archives de la cinémathèque de Grenoble en 2019.

Positif est fondée en mai 1952 par quatre étudiants du lycée du Parc à Lyon. Le premier rédacteur en chef est Bernard Chardère. Le magazine est alors tiré à trois mille exemplaires. Le caractère du magazine à ses débuts réside dans une systématisation de la révolte contre la bien-pensance, le gaullisme et le stalinisme. La revue est entièrement rédigée par des bénévoles. Ils sont propriétaires du titre et restent indépendants.
Positif s'oppose souvent aux Cahiers du cinéma aux débuts des deux revues durant les années 1950, formant deux écoles distinctes dans la cinéphilie française de l'époque. Par exemple, Positif est plus polémique que les Cahiers et ne soutient pas la Nouvelle Vague.
Dans les années 1960, forte d’un tirage qui se stabilise à 9 000 exemplaires, le magazine se mue en une revue d’actualité, d’information diverses et encyclopédique. Dans les années 1970, le magazine quitte Lyon pour Paris. Une série de désaccords émaille cette décennie et sape la cohésion du groupe de rédacteurs.
En 2012, pour les soixante ans du magazine, le directeur de la publication Michel Ciment affirme que la revue tire 12 000 à 13 000 exemplaires et compte 4 000 abonnés.

### Documentaire
- Positif, une revue (2003), réalisé par Bernard Cohn

### Radio
- Jean-Pierre Pagliano, « De vrais cinglés de cinéma. Les 40 ans de la revue Positif » France Culture, le 2 août 1992 ; rediffusion dans Les Nuits de France Culture le 7 janvier 2023. Documentaire de cinq heures à base d’entretiens et d’archives retraçant l’histoire et l’identité de la revue.